# 马克斯·尤伦
马克斯·尤伦（德語：Max Julen，1961年3月15日—），瑞士男子高山滑雪运动员。他曾代表瑞士参加1984年冬季奥林匹克运动会高山滑雪比赛，获得男子大回转金牌。